# Diana E. H. Russell
Diana Elizabeth Hamilton Russell (* 6. November 1938 in Kapstadt, Südafrika; † 28. Juli 2020 in Oakland, Kalifornien) war eine in den USA lebende Soziologin, feministische Autorin und Aktivistin, die zahlreiche Bücher und Artikel über sexuelle Gewalt gegen Frauen geschrieben hat. Sie behandelte in ihren Texten Themen wie Vergewaltigung, Morde an Frauen, Inzest und Pornografie. Für ihr Buch The Secret Trauma wurde ihr 1986 der C. Wright Mills-Preis verliehen. 2001 erhielt sie den Humanist Heroine Award der Amerikanischen Humanistischen Union. Sie war 1976 Mit-Organisatorin des ersten Internationalen Tribunals zu Gewalt gegen Frauen in Brüssel.

## Leben

### Kindheit und Jugend in Südafrika
Diana Hamilton Russell wuchs in Kapstadt auf. Ihr Vater, James Hamilton Russell, war Südafrikaner, die Mutter Kathleen Russell, geborene Gibson, kam aus Großbritannien und lebte seit ihrer Hochzeit in Südafrika. Russell wuchs mit sechs Geschwistern auf und hatte einen Zwillingsbruder. Nach ihrem Bachelor-Abschluss an der Universität von Kapstadt zog sie im Alter von 19 Jahren nach Großbritannien.

### Akademische Ausbildung in Großbritannien und den USA
In London studierte Russell Sozialwissenschaften und Verwaltung an der London School of Economics. Ursprünglich hatte sie das Ziel, Sozialarbeiterin zu werden. 1961 bestand sie das Diplom mit Auszeichnung und bekam als beste Studentin des Studiengangs einen Preis verliehen. 1963 zog sie in die USA, um an einem interdisziplinären Doktorandenprogramm der Harvard-Universität teilzunehmen. Ihre Schwerpunkte waren Soziologie und Studien über Revolutionen.

### Kampf gegen die Apartheid in Südafrika
Russell war in der Anti-Apartheid-Bewegung in Südafrika aktiv. 1963 wurde sie Mitglied der Liberal Party of South Africa, die von Alan Paton, dem Autor von Cry the Beloved Country, gegründet worden war. Bei einem friedlichen Protest in Kapstadt wurden Russell und anderen Mitglieder ihrer Partei verhaftet. Russell und andere Parteimitglieder kamen zu dem Schluss, gewaltfreie Maßnahmen gegen die Brutalität und Repressionen des Staates seien zwecklos. Russell trat der African Resistance Movement (ARM) bei, einer Untergrundbewegung gegen die Apartheid. Die Gruppe verfolgte die Strategie, Regierungseigentum zu zerstören und zu sabotieren. Russell gehörte der Gruppe nur vorübergehend an, sie riskierte damit eine mögliche zehnjährige Haftstrafe.

### Lehrtätigkeit
Russell heiratete 1968 einen amerikanischen Psychologen, der an der University of San Francisco in Kalifornien lehrte. Sie wurde 1969 Assistenz-Professorin für Soziologie am Mills College. Als eine der ersten Lehrenden der USA bot sie ein Women’s-Studies-Seminar an. In den 22 Jahren, in denen sie am Mills College arbeitete, führte sie viele weitere Feminismus-Seminare durch und prägte damit den Lehrplan.

### Tod
Sie starb am 28. Juli 2020 im Alter von 81 Jahren in Oakland, Kalifornien.

## Forschung
Vergewaltigung und andere Formen sexueller Gewalt und Ausbeutung gegen Frauen standen im Fokus von Russells Forschungsaktivitäten und Veröffentlichungen. In ihrem Buch The Politics of Rape legte sie 1975 nahe, Vergewaltigung als Demonstration sozial festgeschriebener Maskulinität und nicht als abweichendes soziales Verhalten zu betrachten. Sie schrieb auch über Vergewaltigung in der Ehe, sexuelle Misshandlung von Kindern und sexualisierte Belästigung am Arbeitsplatz. 1986 veröffentlichte Russell eine der ersten wissenschaftlichen Studien über inzestuöse Misshandlungen von Kindern und die damit verbundenen Traumata. Für ihr Buch The Secret Trauma: Incest in the Lives of Girls and Women wurde ihr 1986 der C. Wright Mills Award verliehen.
1993 gab Russell eine Anthologie zum Thema Pornografie mit dem Titel Making Violence Sexy: Feminist Views on Pornography heraus. In ihrem 1994 erschienenen Buch Against Pornography: The Evidence of Harm stellte sie die These auf, Pornografie ermutige Männer zur Vergewaltigung und ließe die Fallzahlen steigen.

## Internationales Tribunal zu Gewalt gegen Frauen
Nach zweijähriger Vernetzungsarbeit mit anderen Feministinnen organisierte Russell 1976 in Brüssel das erste Internationale Tribunal über Verbrechen gegen Frauen. Während der viertägigen Konferenz berichteten Frauen aus vielen Ländern von ihren persönlichen Erfahrungen mit verschiedenen Formen der Gewalt und Unterdrückung wegen ihres Geschlechts. 1500 Teilnehmerinnen aus 33 Ländern nahmen an dem Tribunal teil. Die „Anklagen“ der Frauen umfassten alle gesellschaftlichen Bereiche. In ihrer Eröffnungsrede sagte Simone de Beauvoir: „Ich begrüße das Internationale Tribunal als ersten Schritt zur radikalen De-Kolonialisierung der Frauen.“ Die belgische Feministin Nicole van de Ven und Russell veröffentlichten 1976 eine Dokumentation der Konferenz mit dem Titel Crimes Against Women: The Proceedings of the International Tribunal.

## Neubestimmung des Begriffs Femizid
Russell definierte 1976 den Begriff Femizid als „von Männern begangene Tötung von Frauen, weil sie weiblich sind.“ Beim Internationalen Tribunal berichtete sie von zahlreichen Fällen von Gewaltverbrechen mit Todesfolge, die an Mädchen und Frauen aus verschiedenen Kulturen auf der ganzen Welt begangen werden. Russell versuchte, den Begriff Femizid politisch zu nutzen. So wollte sie auf die Frauenfeindlichkeit aufmerksam machen, die ihrer Ansicht nach diesen Gewalttaten zu Grunde liegt. Im Zusammenhang mit solchen Taten seien gender-neutrale Begriffe wie Mord nicht sinnvoll. Um extremen Verbrechen gegen Frauen gerecht zu werden, müsse man sich verdeutlichen, dass sie ähnlich wie rassistisch motivierte Morde „Hassverbrechen“ seien. Femizide seien „tödlich wirkende Hassverbrechen, eine extreme Manifestation von männlicher Dominanz und Sexismus“. In den USA etablierte sich der Begriff nur teilweise, während er in lateinamerikanischen Ländern wie Mexiko, Guatemala, Costa Rica, Chile, und El Salvador unter Feministinnen eher gebräuchlich ist.

## Veröffentlichungen

### Bücher
- Femicide in Global Perspective. 2001, ISBN 0-8077-4047-0.
- The Epidemic of Rape and Child Sexual Abuse in the United States. 2001, ISBN 0-7619-0302-X.
- Dangerous Relationships: Pornography, Misogyny and Rape. 1998, ISBN 0-7619-0525-1.
- Behind Closed Doors in White South Africa: Incest Survivors Tell Their Stories. 1997, ISBN 0-312-17374-1.
- Incest in White South Africa. 1997, ISBN 0-312-17374-1.
- Making Violence Sexy: Feminist Views on Pornography. 1993, ISBN 0-335-19200-9.
- Against Pornography: The Evidence of Harm. 1993, ISBN 0-9634776-1-7.
- Femicide: The Politics of Woman Killing. 1992, ISBN 0-8057-9028-4.
- Rape in Marriage. 1990, ISBN 0-253-20563-8.
- Lives of courage: Women for a New South Africa. 1989, ISBN 0-465-04139-6.
- Exposing Nuclear Phallacies. 1989, ISBN 0-08-036476-4.
- The Secret Trauma: Incest In The Lives Of Girls And Women. 1986, ISBN 0-465-07596-7.
- Sexual Exploitation: Rape, Child Sexual Abuse, and Workplace Harassment. 1984, ISBN 0-8039-2355-4.
- Against Sadomasochism: A Radical Feminist Analysis. 1982, ISBN 0-9603628-3-5.
- Crimes Against Women: International Tribunal Proceedings. 1976, ISBN 0-89087-921-4.
- Rebellion, Revolution and Armed Force: Comparative Study of Fifteen Countries with Special Emphasis on Cuba and South Africa. 1975, ISBN 0-12-785745-1.
- The Politics of Rape: The Victim's Perspective. 1974, ISBN 0-8128-1657-9.

### Essays
- Pornography causes violence. In: Pornography: Opposing Viewpoints, ed. Mary E. Odom & Jody Clay-Warner (San Diego, Calif.: Greenhaven Press, 2002), ISBN 0-737-70761-5, S. 48–51.